# River Cam (Great Ouse)
Die Cam ist ein Fluss in England, der südlich der Stadt Ely in die Great Ouse mündet und dadurch an das englische Kanalnetz angeschlossen ist.
Die Cam entsteht als River Rhee in Ashwell und fließt zunächst in nördlicher Richtung ein Stück weit durch Bedfordshire. Nordwestlich von Guilden Morden überquert sie die Grenze nach Cambridgeshire, hier münden verschiedene unbenannte Zuflüsse in sie und sie wird sowohl als River Rhee wie auch als Cam bezeichnet. Ihr Lauf wendet sich hier dann nach Osten. Im Westen von Harston wendet sie sich nach Norden. Erst am südlichen Rand von Cambridge fließt sie allein unter dem Namen Cam.

## Name
Der frühere Name des Flusses war Granta, nach der angelsächsischen Stadt Grantebrycge, dem heutigen Cambridge. Nach der Umbenennung der Stadt erhielt auch der Fluss einen neuen Namen, der zum Namen der Stadt passte. Einer der beiden Zuflüsse des River Cam trägt noch immer den Namen Granta.

## Weblinks

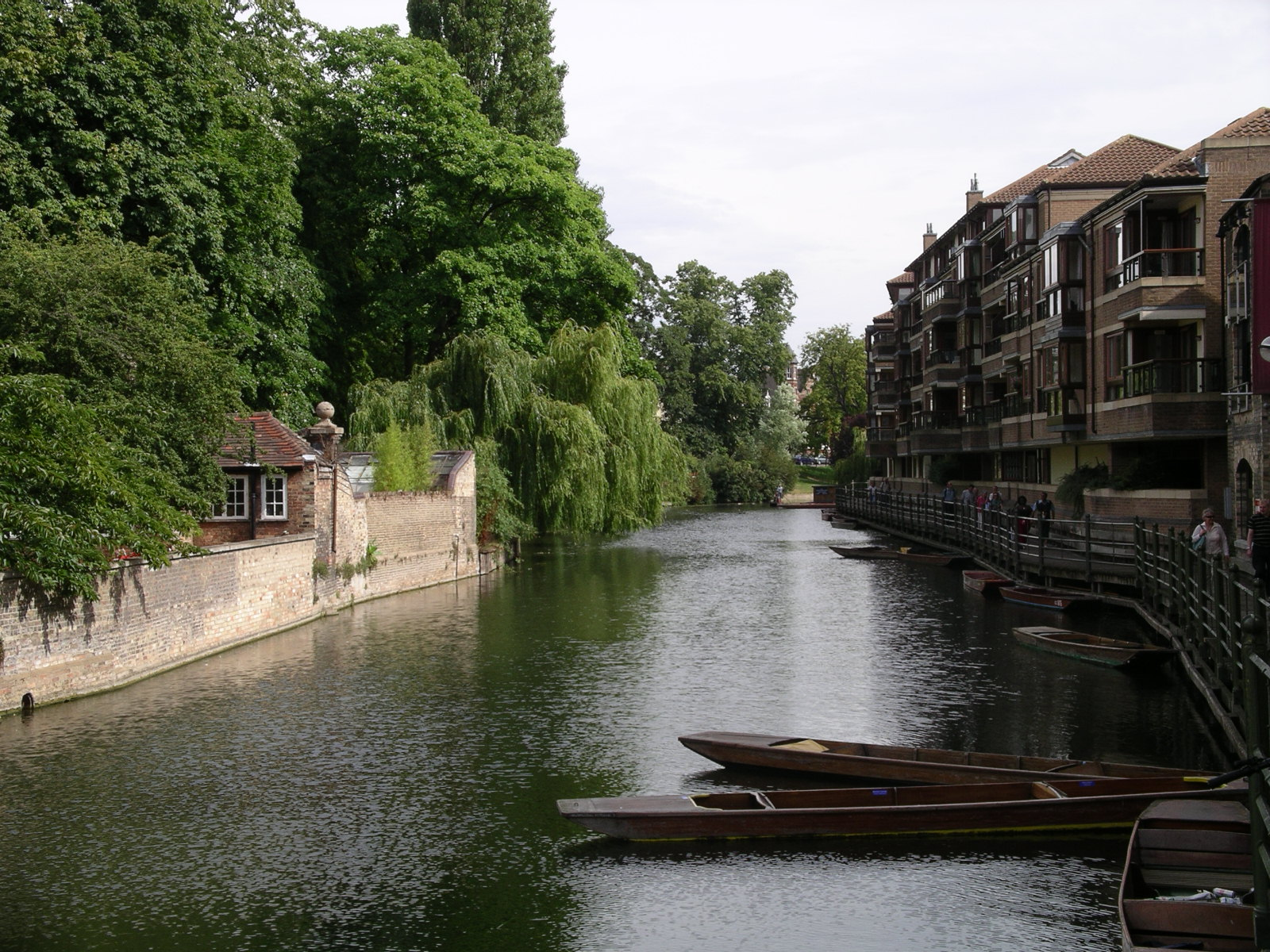
Die Cam nahe der Innenstadt von Cambridge